# ザ・デッド/「ダブリン市民」より
『ザ・デッド/「ダブリン市民」より』（The Dead）は、ジョン・ヒューストン監督による1987年の映画である。ジェイムズ・ジョイスの短編集『ダブリン市民』の一篇「死者たち」が原作である。ヒューストン監督は公開前に亡くなり、遺作となった。

## ストーリー
1904年、雪のクリスマスを迎えたダブリン。大学教授のガブリエル・コンロイと妻のグレタは年老いたジュリアとケイトというモーカン叔母姉妹と姪メアリーが毎年主催している舞踏会に遅れてくる。大勢集まり、メアリーのピアノ演奏、グレイ氏の詩の朗読、ダンスや談話などの活気で温かくなごやかな雰囲気だった。ガブリエルが3人のもてなしに対してスピーチをしてお開きとなる。帰り際に客の一人で歌手のバーテル・ダーシーが歌うアイルランドのバラード（List of Irish ballads）「オクリムの乙女」（The Lass of Aughrim）という歌を聴いた時から、グレタの様子が日頃とは別人のようにおかしくなる。ホテルに戻ったガブリエルは、グレタから彼女がゴールウェイの祖母の田舎に住んでいた娘時代に出会った、この歌をよく口ずさんだ少年マイケル・フューリーの悲しい思い出話を聞かされる。結核になり、会うことが許されず、グレタがダブリンに発つ日に病床を抜け出し、冷たい雨の中、庭先に立っていた。そしてまもなく亡くなったという。ガブリエルは嫉妬が妻の憐れみ、それが愛に変化していき、今夜起こった様々な光景を思い出す。生きとし生けるものが遅かれ早かれ、移り住むおびただしい死者たちの世界を想う。外に降りしきる雪はマイケルの墓も、アイルランド全土を優しく包み込むかのようである。

## キャスト
- アンジェリカ・ヒューストン - グレタ・コンロイ
- ドナルド・マッキャン - ゲイブリエル・コンロイ
- レイチェル・ダウリング - リリー
- キャスリーン・ディレーニー - ジュリア
- ダン・オハーリー - ブラウン氏
- ヘレナ・キャロル - ケイト・モーカン
- マリー・キーン - マリンズ夫人
- ドナル・ドネリー - フレディ・マリンズ

## 受賞とノミネート
| 映画祭・賞                       | 部門           | 候補                       | 結果       |
| -------------------------------- | -------------- | -------------------------- | ---------- |
| アカデミー賞                     | 脚色賞         | トニー・ヒューストン       | ノミネート |
| アカデミー賞                     | 衣裳デザイン賞 | ドロシー・ジーキンス       | ノミネート |
| 全米映画批評家協会賞             | 作品賞         |                            | 受賞       |
| インディペンデント・スピリット賞 | 監督賞         | ジョン・ヒューストン       | 受賞       |
| インディペンデント・スピリット賞 | 助演女優賞     | アンジェリカ・ヒューストン | 受賞       |
| インディペンデント・スピリット賞 | 脚本賞         | トニー・ヒューストン       | ノミネート |
| インディペンデント・スピリット賞 | 撮影賞         | フレッド・マーフィ         | ノミネート |
| 東京国際映画祭                   | 特別功労賞     | ジョン・ヒューストン       | 受賞       |